# Andrei Galbur
Andrei Galbur (né le 5 juillet 1975 à Kichinev en Union soviétique (RSS moldave)) est un diplomate et homme politique moldave. Il intègre en mars 2015 le gouvernement Gaburici comme vice-ministre des Affaires étrangères et de l'Intégration européenne. 
Il est, de 2016 à 2017, vice-Premier ministre et ministre des Affaires étrangères et de l'Intégration européenne dans le gouvernement Filip. Il est une personnalité apartisane.

## Biographie

### Vie privée
Outre le roumain, sa langue maternelle, il parle le russe, l'anglais, ainsi que l'allemand à un niveau intermédiaire.

### Formation
Andrei Galbur étudie le droit international et les relations économiques internationales à l'université libre internationale de Moldavie de 1993 à 1997. En 1998, il intègre l'Académie diplomatique de Vienne.

### Carrière politique
Andrei Galbur effectue l'essentiel de sa carrière au ministère moldave des Affaires étrangères. 
En poste en Moldavie, il travaille de 1995 à 2000 comme attaché, second secrétaire puis conseiller au département général de l'Europe et de l'Amérique du Nord. De 2004 à 2005, il est directeur du département de la sécurité international. Il prend la tête du département de la coopération multilatérale de 2005 à 2007, puis de 2010 à 2013.
À l'étranger, il est affecté à l'ambassade de Moldavie à Vienne de 2000 à 2004, en tant que premier secrétaire et représentant permanent adjoint auprès des organisations internationales. De 2007 à 2009, il est ministre-conseiller à l'ambassade de Moldavie à Washington, puis y est chargé d'affaires jusqu'en 2010. De 2013 à 2015, il est ambassadeur extraordinaire et plénipotentiaire de Moldavie à Moscou.
En mars 2015, il devient vice-ministre des Affaires étrangères et de l'Intégration européenne, 
dans le gouvernement Gaburici, et renouvelé à cette fonction dans le gouvernement Streleț. Il conserve les mêmes attributions dans le gouvernement Filip, en devenant ministre de plein exercice et vice-Premier ministre.